# Unió del Poble Lleonès

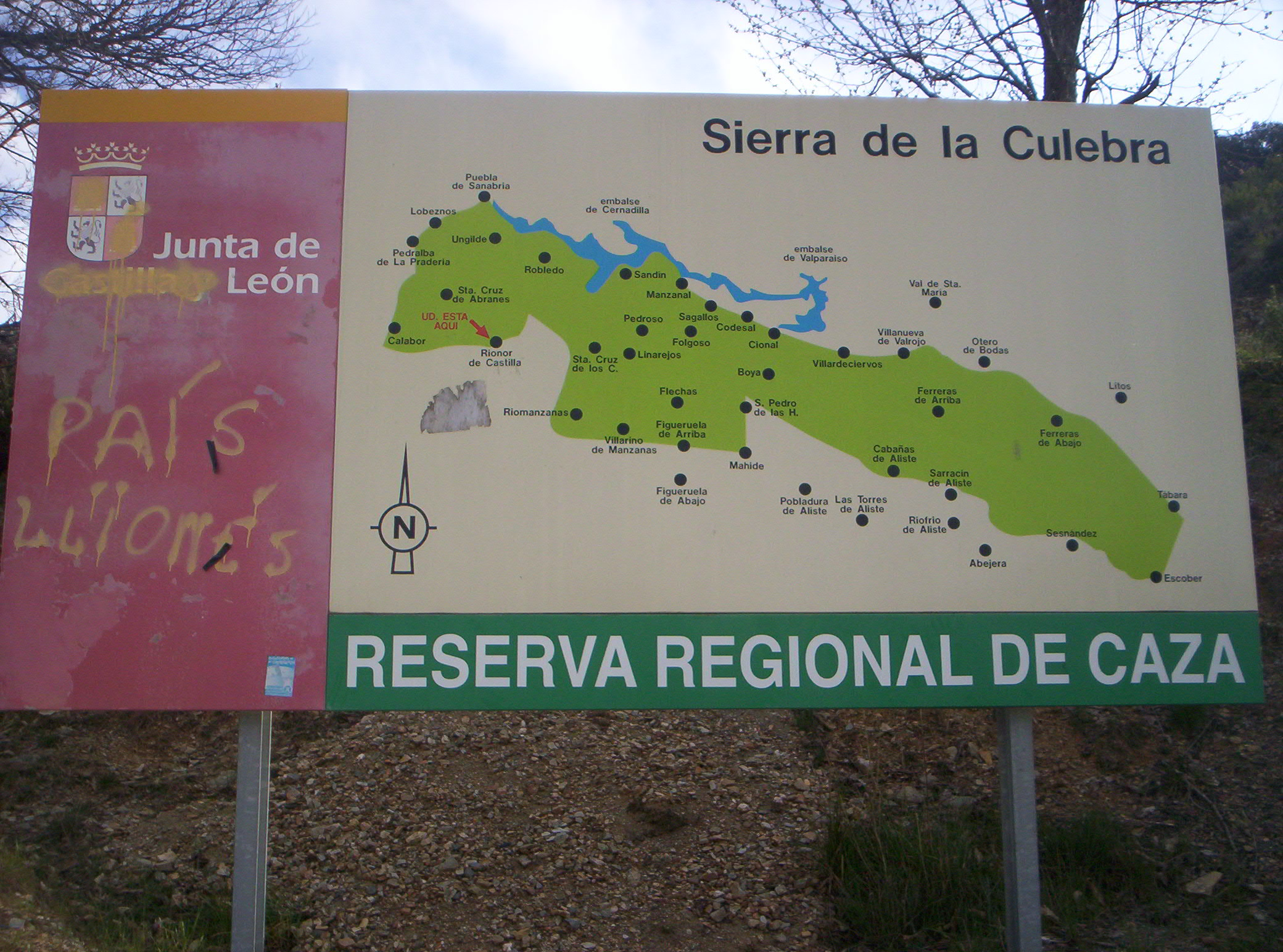
Grafit pro-lleonesista a Rihonor de Castilla, a la zona de la Sierra de la Culebra.

Unió del Poble Lleonès és un partit polític leonesista que aspira a aconseguir que Lleó, Zamora i Salamanca (províncies integrants del País Lleonès, corresponent amb l'antic Regne de Lleó de la divisió territorial de 1833) formin una comunitat autònoma pròpia.

## Història
El seu germen va ser la Unió Lleonesista (UNLE), organització política creada en l'any 1986 per un grup de persones procedents de moviments leonesistes i de partits polítics estatals (AP, UCD, PSOE o PSP) que creien que la integració de la regió de Lleó en la comunitat de Castella i Lleó suposaria la fi de l'Antic Regne. La unió de la UNLE amb uns altres 6 grups leonesistes, al febrer de 1991, representa el naixement oficial de la UPL, amb el lideratge de José María Rodríguez de Francisco, fins llavors regidor independent de l'Ajuntament de Lleó. La UPL va assolir el seu màxim desenvolupament en la província de Lleó, on el sentiment leonesista està més estès. A El Bierzo va assolir l'ajuntament de Torre del Bierzo i un Conseller Comarcal (1995), al produir-se la incorporació de polítics de l'extint CDS i del PP.
A les eleccions municipals de 1991 va aconseguir avanços significatius: tres regidors en l'ajuntament de Lleó i un diputat provincial van suposar la seva consagració com tercer partit en la Província de Lleó, per davant de Izquierda Unida. En les següents eleccions municipals i autonòmiques de 1995 i 1999 la UPL ascendí en el pla municipal i entrà en la política autonòmica com a tercera força política, amb tres procuradors a les Corts de Castella i Lleó. En l'any 2003, la Unión del Poble Lleonès va aconseguir un clar augment en vots i regidors, però reduïx la seva representació en el consistori de la Ciutat de Lleó, que havia governat en coalició amb el Partit Popular.
La UPL decideix donar llavors el seu suport a l'Ajuntament de Lleó al Partit Socialista Obrer Espanyol, en detriment de la força més votada, el Partit Popular encapçalat per Mario Amilivia. Per altra banda, es va presentar per primera vegada en la Província de Zamora, assolint cinc ajuntaments governats amb majoria absoluta, a més d'uns altres amb suport d'altres sigles, i un balanç total de més de 50 regidors electes d'UPL, el que la va convertir en la tercera força d'aquesta província. La possibilitat de tenir a Espanya un president de govern lleonès, el socialista José Luis Rodríguez Zapatero, erosiona l'electorat lleonesista, amb el que en les eleccions generals del 14 de març de 2004 el partit obté uns resultats modests. A més sorgeixen altres problemes a la fi de 2004, quan el portaveu municipal a l'Ajuntament de Lleó, exsecretari general i fundador de UPL, José María Rodríguez de Francisco, i la tinent d'alcalde, Covadonga Soto, abandonen el partit, pacten amb el PP la tornada de Mario Amilivia al Consistori, i funden un nou partit anomenat Partit Autonomista Lleonès - Unitat Leonesista (PAL-UL).
Malgrat aquests problemes, la UPL compta amb prop de quatre mil afiliats, i la seva expansió s'ha estès a altres províncies que ja compten amb comitè propi, com Zamora, Salamanca i Madrid, sent l'actual secretari general el bercià Joaquín Otero, candidat fallit a Ponferrada (2003) i el seu president, el també bercià, Melchor Moreno de la Torre, que va haver d'abandonar la política municipal de Torre després d'un llarg període en l'ajuntament amb CDS (1987) i PP (1991). Al juny de 2006, sent el seu secretari Abel Pardo Fernández, va signar a Salamanca un acord, amb el partit Unión del Pueblo Salmantino i l'organització juvenil Conceyu Xoven, per a presentar-se conjuntament en les eleccions municipals de 2007, pel que per primera vegada en la seva història tindrà candidatura en totes les províncies del País Lleonès.
A la fi de 2006 i principis de 2007, amb vista a les eleccions locals de 2007, la UPL va cedir la seva escassa operativitat a El Bierzo a un grup localista d'escindits del Partit Popular (MASS), al mateix temps que importants representants de UPL en la comarca (com Pedro Muñoz, alcalde de Toreno) van abandonar el partit per a sumar-se al PP. D'aquesta manera l'aventura berciana d'UPL va finalitzar de moment, i després del refredament de les relacions amb el MAS en aquest mateix any van perdre en les eleccions generals de 2008 el 85% dels suports que van obtenir en 2004 a El Bierzo amb el candidat bercià Pedro Muñoz (2004, 2.156 vots; 2008, 337).
Va acudir a les eleccions municipals de 2007 a Zamora en coalició amb Zamora Unida en aquesta província. Després de les eleccions de 2007, es constata una greu baixada de vots, perdent la possibilitat de ser clau en la Diputació Provincial, però conservant-la en l'Ajuntament de Lleó on va signar un va pactar amb el PSOE per a governar, malgrat l'oposició de l'en aquells dies secretari general Joaquín Otero, partidari de pactar amb el Partit Popular. Com a conseqüència d'aquestes discrepàncies Joaquín Otero va convocar un congrés extraordinari per al mes de novembre, en el qual va anunciar que no es presentaria a la reelecció, sent reemplaçat en el càrrec per Melchor Moreno

## Resultats electorals

### Eleccions autonòmiques
| Any  | Vots   | Vots | Vots | Escons | Escons | Govern            | Pos. |
| Any  | #      | %    | ±    | #      | ±      | Govern            | Pos. |
| ---- | ------ | ---- | ---- | ------ | ------ | ----------------- | ---- |
| 1987 | 8,960  | 0.6% | –    | 0 / 84 | –      | Extraparlamentari | 8è   |
| 1991 | 11,432 | 0.8% | +0.2 | 0 / 84 | =      | Extraparlamentari | 6è   |
| 1995 | 39,425 | 2.5% | +1.7 | 2 / 84 | 2      | Oposició          | 4t   |
| 1999 | 54,158 | 3.7% | +1.2 | 3 / 84 | 1      | Oposició          | 3r   |
| 2003 | 60,331 | 3.9% | +0.2 | 2 / 82 | 1      | Oposició          | 3r   |
| 2007 | 41,519 | 2.7% | –1.2 | 2 / 83 | =      | Oposició          | 3r   |
| 2011 | 26,660 | 1.9% | –0.8 | 1 / 84 | 1      | Oposició          | 4t   |
| 2015 | 19,176 | 1.4% | –0.5 | 1 / 84 | =      | Oposició          | 6è   |
| 2019 | 27,888 | 2.0% | +0.6 | 1 / 84 | =      | Oposició          | 7è   |
| 2022 | 52,098 | 4.3% | +2.3 | 3 / 81 | 2      | Oposició          | 6è   |

### Eleccions generals
En les eleccions generals de 2008, UPL es va presentar únicament en Lleó, obtenint 4.314 vots (1,34% en la circumscripció lleonesa), una sensible disminució sobre els resultats de les generals anteriors, en els quals havia aconseguit 13.406 a Lleó (4% de la circumscripció) i 754 a Zamora, on si s'havia presentat. Els resultats en el Senat van ser lleument superiors, situant-se entre 7.870 i 6.165 vots.

### Locals
A les eleccions municipals de 2003, la UPL va obtenir 45.791 vots (2,95% dels vots en tota Castella i Lleó), que es van traduir en 230 regidors. En les de 2007, UPL va obtenir 32.004 vots en la província de León (2,13% en el conjunt comunitari), que es van traduir en 163 regidors. D'ells tres en Lleó (dos menys que en 2003, però on tenen la clau de l'ajuntament)), 3 en Sahagún, un a Astorga i 4 en Villaquilambre (on van perdre la majoria absoluta que disposaven). En Zamora, la coalició ZU-UPL va obtenir 2.186 vots i 27 regidors. En la legislatura 2003-2007, la UPL va disposar de dos diputats en la Diputació Provincial de Lleó, que es van veure reduïts a un en la legislatura 2007-2011.

## Campanya per la segregació
Durant la legislatura presidida per José Luis Rodríguez Zapatero, es va donar un impuls al desenvolupament autonòmic a Espanya, amb la reforma dels estatuts d'autonomia de nombroses comunitats autònomes. En tal context, UPL va presentar un avantprojecte d'«Estatut d'Autonomia de Lleó i Castella» (3 de novembre de 2005) En aquesta proposta, a part de proposar el canvi de nom de la comunitat autònoma de Castella i Lleó o el reconeixement d'una «dualitat identitària» dintre de la comunitat autònoma, es proposaven els mitjans perquè la província de Lleó pugui accedir a una autonomia pròpia i perquè les províncies de Zamora i Salamanca puguin exercir la iniciativa per a adherir-se'n. Si bé en el Congrés d'abril de 2006 es va modificar aquest últim punt, a petició dels congressistes d'aquestes dues províncies, quedant estesos aquests mitjans per a les tres províncies conjuntament.
Durant l'any 2006, UPL va recollir signatures i va convocar manifestacions per a sol·licitar l'autonomia lleonesa. L'estatut d'autonomia de Castella i Lleó va ser reformat en 2007, sense incloure les reivindicacions de la formació lleonesista.